# Le 14 amazzoni
Le 14 amazzoni (Shi si nu ying hao) è un film del 1972 diretto da Cheng Kang.
Pellicola di genere wuxia, con un cast prevalentemente femminile, presentata nel 2006 al Festival di Cannes nella sezione Cannes Classic.

## Trama
Traditi da un ministro corrotto, i famosi guerrieri cinesi della famiglia Yang sono sconfitti dall'esercito del re Hsia. 
Due generali scampati al massacro annunciano la terribile notizia alle 14 vedove e l'anziana madre She Tai Chun della famiglia Yang. Profondamente addolorate ma con voglia di rivolta, le amazzoni formano un nuovo esercito composto principalmente da donne, determinate a difendere il loro paese e vendicare i loro familiari.

## Produzione
L'inizio delle riprese era stato annunciato nel 1970, durante una conferenza stampa insieme ad altri tre progetti per evidenziare la qualità del cinema mandarino. Tuttavia, ci sono voluti due anni di intenso lavoro e grossi mezzi per completare il film.

## Distribuzione
Il film è stato distribuito ad Hong Kong il 27 luglio 1972, in Italia è uscito nel 1974.

## Riconoscimenti
- 1973 - Golden Horse Film Festival
  - Miglior attrice non protagonista a Lisa Lu
  - Miglior regista a Cheng Kang
  - Migliori Effetti sonori a Yung-Hua Wang
- 1973 - Asian Film Festival
  - Outstanding Female Lead Performance a Lily Ho